# غلين نيلسن
غلين نيلسن (بالإنجليزية: Glenn Nielsen)‏ هو مبشر أمريكي، ولد في 26 مايو 1903، وتوفي في 19 أكتوبر 1998.